# SES Astra
SES Astra je dceřiná společnost společnosti SES, založená v Betzdorfu ve východním Lucembursku, která vlastní a provozuje flotilu geostacionárních družic poskytujících přibližně 2500 Televizních a rozhlasových stanic v analogové i digitální formě a internetové a telekomunikační služby.
V roce 1985 se společnost SES stala prvním soukromým provozovatelem satelitního spojení v Evropě. Prvním zákazníkem společnosti se stala Sky Digital. 

Řada českých stanic vysílá z pozice 23,5°E.

## Družice společnosti SES Astra
| Název     | Pozice | Datum vynesení     | Poznámka |
| --------- | ------ | ------------------ | --- |
| Astra 1A  |        | 11. prosince 1988  | Ukončila provoz 10. prosince 2004. |
| Astra 1B  |        | 2. března 1991     | Ukončila provoz 14. července 2006. |
| Astra 1C  | 2°E    | 12. května 1993    | Roku 2008 přesunuta z 5°E. Bez pravidelného provozu.                                                                                               |
| Astra 1D  | 31,5°E | 1. listopadu 1994  | Původně na 19.2°E. Později vystřídala pozice 28.2°E, 23.5°E, 1,8°E a 31.5°E. Dnes je na 23.5°E bez pravidelného DTH provozu.                       |
| Astra 1E  | 5°E    | 19. října 1995     | 17. prosince 2007 přesunuta z pozice 19,2°E na 23,5°E. V srpnu 2010 přesunuta na 5°E, pracuje jako záloha pro Astru 4A. 17.6.2010 ukončila provoz. |
| Astra 1F  | 51°E   | 8. dubna 1996      | Roku 2009 přesunuta z 19,2°E na 51°E. Bez pravidelného provozu.                                                                                    |
| Astra 5A  | 31,5°E | 12. listopadu 1997 | Původně Sirius 2. Ukončila provoz kvůli poruše 16. ledna 2009.                                                                                     |
| Astra 1G  | 31,5°E | 2. prosince 1997   | Začátkem roku 2009 přesunuta z pozice 19,2°E na 23,5°E. Přesunuta na 31,5°E po startu Astry 3B.                                                    |
| Astra 2A  | 28,2°E | 30. srpna 1998     | |
| Astra 1H  | 19,2°E | 18. června 1999    | |
| Astra 2B  | 28,2°E | 14. září 2000      | |
| Astra 2D  | 28,2°E | 19. prosince 2000  | Tato družice je na konci životnosti.V roce 2012 její úlohu převzala Astra 1N.                                                                      |
| Astra 2C  | 31,5°E | 16. června 2001    | Koncem května 2009 přesunuta z pozice 28,2°E na 31,5°E, nahradila Astru 5A.                                                                        |
| Astra 3A  | 23,5°E | 29. března 2002    | |
| Astra 1KR | 19,2°E | 20. dubna 2006     | |
| Astra 1L  | 19,2°E | 4. května 2007     | |
| Astra 4A  | 5°E    | 18. listopadu 2007 | |
| Astra 1M  | 19,2°E | 5. listopadu 2008  | |
| Astra 3B  | 23,5°E | 21. května 2010    | Start byl přeložen z 24. března na 26. března 2010. Dne 26. března byl start opět odložen na 9. dubna poté byl start odložen na 21. května.        |
| Astra 1N  | 28,2°E | 7. srpna 2011      | Má nahradit Astru 1H na pozici 19,2°E. Dočasně tento satelit zaparkuje na 28,2°E.                                                                  |
| Astra 4B  | 5°E    | 9. července 2012   | Původní název Sirius 5 |
| Astra 2F  | 28,2°E | 28. září 2012      | Pokrývá Evropu a Střední Afriku |
| Astra 2E  | 28,2°E | 23. září 2013      | Pokrývá Evropu a střední východ |
| Astra 5B  | 31,5°E | 22. března 2014    | |